# Bregmaceros rarisquamosus
Bregmaceros rarisquamosus är en fiskart som beskrevs av Munro, 1950. Bregmaceros rarisquamosus ingår i släktet Bregmaceros och familjen Bregmacerotidae. Inga underarter finns listade.